# Anke Symkowitz
Anke Symkowitz ist ein ehemaliges deutsches Fotomodell sowie Schönheitskönigin.
1985 wurde die Böblingerin als Miss Baden-Württemberg zur Miss Germany der damaligen Miss Germany Company gekürt.
Bei der Wahl zur Miss Europe am 25. Mai in Mainz belegte sie Platz 2.
Sie war später als Fotomodell zu sehen (Playboy 8/1986).